# Wijnklimaatkast
Een wijnklimaatkast is een speciaal ontworpen kast waarin wijn onder gecontroleerde omstandigheden kan worden opgeslagen en gerijpt. In tegenstelling tot een gewone koelkast zorgt een wijnklimaatkast niet alleen voor bewaring op de juiste temperatuur, maar ook voor de juiste luchtvochtigheid, trillingsdemping en soms meerdere temperatuurzones. Het doel is om wijn onder ideale omstandigheden voor kortere of langere termijn te bewaren.

## Algemeen
Wijn is gevoelig voor externe omstandigheden, zoals temperatuur of licht. Te veel hitte, kou, zonlicht of trillingen kunnen de smaak en kwaliteit van de wijn aantasten. Een wijnklimaatkast creëert de condities waaronder flessen optimaal kunnen rijpen of op drinktemperatuur worden gehouden.
Een wijnklimaatkast heeft de volgende functies:
- Stabilisering van temperatuur. De ingestelde temperatuur is afhankelijk van het type wijn dat gehouden wordt. Zo ligt de optimale temperatuur voor rode wijnen tussen de 14 en 18 graden Celsius, voor witte wijnen ligt dat tussen de 7 en 12 graden. Roséwijn wordt het beste bewaard op een temperatuur tussen de 10 en 12 graden.[1]
- Beheersing van luchtvochtigheid. Dit om te voorkomen dat de kurk uitdroogt.[2]
- Het tegengaan van trillingen.
- UV-werend glas waardoor schadelijk licht wordt niet kan binnendringen.
- Constante luchtcirculatie voor gelijkmatige temperatuurverdeling.

### Verschil met wijnkoelkast
Naast wijnklimaatkasten bestaan er ook wijnkoelkasten. Beide types lijken op elkaar en worden nog wel eens met elkaar verward. Een wijnklimaatkast heeft naast een koelfunctie ook een opwarmfunctie. Zo kunnen de wijnen ook op temperatuur gehouden worden in een omgeving waarin de temperatuur lager is dan de optimale temperatuur voor het bewaren. Een ander verschil is dat een klimaatkast de mogelijkheid biedt om de luchtvochtigheid te reguleren.

## Geschiedenis
Wijn wordt traditioneel opgeslagen in wijnkelders, die - omdat deze doorgaans koel zijn en weinig belicht zijn - goede condities bieden voor het opslaan van wijnen. In de 20e eeuw ontstond de behoefte aan moderne, compacte alternatieven. De eerste commerciële wijnklimaatkasten verschenen in de jaren 70 van de 21e eeuw. Het bedrijf EuroCave bracht in 1976 de eerste wijnkast op de markt.
Anno 2025 zijn er tal van fabrikanten wereldwijd actief, waaronder Liebherr, EuroCave, Siemens, Klarstein en Haier. Wijnklimaatkasten worden zowel professioneel als door particulieren gebruikt. 

## Soorten wijnklimaatkasten
Er bestaan wat betreft functies twee soorten klimaatkasten. Er bestaan bewaarkasten voor langdurige opslag van wijn. Bewaarkasten creëren de optimale omstandigheden voor rijping van de wijn. Daarnaast bestaan er wijnserveerkasten, die bedoeld zijn voor het op temperatuur houden van wijn vlak voor consumptie.
Sommige kasten zijn multifunctioneel hebben meerdere temperatuurzones: bijvoorbeeld één voor rode wijn en één voor witte wijn.
Daarnaast is er onderscheid tussen vrijstaande kasten en modellen die kunnen worden ingebouwd in de keuken. Wat betreft grootte bestaan er klimaatkasten variërend in capaciteit van enkele flessen tot honderden. 

Veel wijnkasten beschikken over thermostaten en hygrometers om de gewenste condities te monitoren. Duurdere en modernere modellen hebben digitale regelaars (waaronder aansturing via mobiele app).